# ラシダ・ダティ

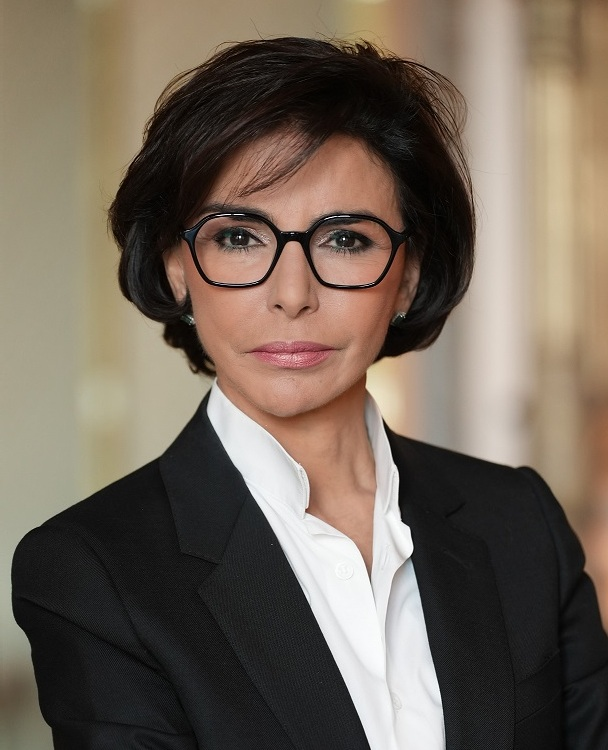
公式写真（2024年）

ラシダ・ダティ（ダチ、Rachida Dati、1965年11月27日 - ）は、フランスの政治家。ブルゴーニュ地方のソーヌ＝エ＝ロワール県サン・レミー出身。ガブリエル・アタル内閣およびミシェル・バルニエ内閣の文化大臣。かつてはフランソワ・フィヨン内閣において司法大臣を務めた。

## 人物・来歴
マグレブ系移民（父がモロッコ出身、母はアルジェリア出身）の二世。父はレンガ職人。ダティは、12人兄弟の2番目として生まれる。幼少時は貧しく、シャロン＝シュル＝ソーヌの郊外にある低家賃集合住宅で過ごした。豊かな天分を認められて、カトリック系の学校に進学する。16歳の時、看護士助手として夜働きながら学ぶ。その後もエルフ・アキテーヌ (Elf Aquitaine) 社で3年間会計担当として勤務しながら、経済学や企業統治について学ぶ。
実業家のジャン＝リュック・ラガルデールの知遇を得、ラガルデール・グループの企業マトラに就職し、会計検査部門に勤務する。その後、欧州復興開発銀行に移り、ロンドン勤務を経て、金融会計検査部門に勤務した。1994年スエズ監査役、都市開発研究本部長や、フランス国民教育省の法務部門における技術顧問などを歴任した。
グランゼコールの一つ、国立司法学院 (École Nationale de la magistrature) に入学し、法曹界に転身した。受任裁判官（裁判官によって任命される）や検事代理を務めた。
2002年内相であったニコラ・サルコジの顧問に就任する。ダティはサルコジの諮問により、軽犯罪防止のための法律プロジェクトに参加している。2006年国民運動連合に入党。2007年フランス大統領選挙ではサルコジ陣営のスポークスマンを務めた。2007年より第1・2次フランソワ・フィヨン内閣で司法大臣。サルコジ同様に攻撃的な弁舌と上昇志向の持ち主であり、一部のメディアからは「女サルコジ」の異名を奉られた。2008年にパリ第7区区長選に当選し就任、2009年に司法大臣を退任。
その後、オランダにあるルノーと日産自動車の企業連合統括会社の法務顧問に就任したが、その際の報酬が適切であったかどうかルノー株主より告発され、2019年6月に検察当局が捜査中であることを明かした。2021年7月には、検察当局が収賄などの疑いでダティを本格捜査することを決定したことが報じられた。
2024年1月11日、ガブリエル・アタルの下で文化相に任命された。同年11月15日、検察当局はダティと、ルノーと日産自動車の企業連合統括会社を率いていたカルロス・ゴーンについて汚職などの罪で公判請求したと発表した。2025年7月22日、予審判事はダディとカルロス・ゴーンを汚職などの罪で起訴した。

## 不手際
2010年9月26日、ラジオとテレビのインタビューにおいて経済問題に触れた時、インフレーション（アンフラスィヨン／inflation）をフェラチオ（フェラスィヨン／fellation）と言い間違った。

## 家族
司法大臣時代の2009年1月2日にゾラと名付けた女児を出産したが父親は不明。前年9月に妊娠が公表された際「マスコミに話すことができるのは、わたしの私生活は込み入っているということだけ」と述べている。